# Morris-Warne
Morris-Warne is een historisch motorfietsmerk.
De bedrijfsnaam was: Morris Bros & Warne, Acton (Londen).
Engels merk dat slechts één jaar (1922) motorfietsen bouwde. Het betrof een 248 cc tweetakt die naar keuze met horizontale of verticale cilinder geleverd werd. De motor met de horizontale cilinder had riemaandrijving rechtstreeks vanaf de krukas. De machine had geen koppeling en moest aangelopen worden.
Het tweede model was veel moderner, met een drieversnellingsbak en kettingaandrijving.